# Sion sous les étoiles
Pour les articles homonymes, voir Sion.
Sion sous les étoiles est un festival de musique en plein air organisé sur la plaine de Tourbillon, située à côté du stade de Tourbillon, à Sion, dans le canton du Valais, en Suisse.

## Historique
Sion sous les étoiles est créé en 2014 par Live Music Production et par son fondateur Michael Drieberg,. La première édition se déroule dans le stade de Tourbillon du 19 au 20 juillet 2014.
En 2019, le festival est en majorité racheté par le groupe allemand DEAG.
Le festival annule ces éditions 2020 et 2021 à cause de la pandémie de Covid-19 en Suisse,.

## Programmation

### Édition 2014 (1re)
Le festival se tient du 19 au 20 juillet 2014 au stade de Tourbillon,.
| Dates               | Artistes       | Artistes       | Artistes       | Artistes      | Artistes  | Artistes  | Artistes     | Artistes     | Artistes     | Artistes  | Artistes  | Artistes  |
| ------------------- | -------------- | -------------- | -------------- | ------------- | --------- | --------- | ------------ | ------------ | ------------ | --------- | --------- | --------- |
| Samedi 19 juillet   | Christophe Maé | Christophe Maé | Christophe Maé | Tal           | Tal       | Tal       | Brice Conrad | Brice Conrad | Brice Conrad | Stress    | Stress    | Stress    |
| Dimanche 20 juillet | Patrick Bruel  | Patrick Bruel  | Patrick Bruel  | Patrick Bruel | Amel Bent | Amel Bent | Amel Bent    | Amel Bent    | Corneille    | Corneille | Corneille | Corneille |

### Édition 2015 (2e)
Le festival se tient du 15 au 18 juillet 2015 sur la plaine de Tourbillon,,.
| Dates               | Artistes       | Artistes       | Artistes       | Artistes       | Artistes       | Artistes      | Artistes      | Artistes      | Artistes      | Artistes      |
| ------------------- | -------------- | -------------- | -------------- | -------------- | -------------- | ------------- | ------------- | ------------- | ------------- | ------------- |
| Mercredi 15 juillet | Shana Pearson  | Shana Pearson  | Larkin Poe     | Larkin Poe     | Gad Elmaleh    | Gad Elmaleh   | Julien Perez  | Julien Perez  | James Gruntz  | James Gruntz  |
| Vendredi 17 juillet | Sonny Landreth | Sonny Landreth | Sonny Landreth | Sonny Landreth | Sonny Landreth | Mark Knopfler | Mark Knopfler | Mark Knopfler | Mark Knopfler | Mark Knopfler |
| Samedi 18 juillet   | Worry Blast    | Worry Blast    | Jewly          | Jewly          | Crystal Ball   | Crystal Ball  | Gotthard      | Gotthard      | Scorpions     | Scorpions     |

### Édition 2016 (3e)
Le festival se tient du 15 au 18 juillet 2016 sur la plaine de Tourbillon,,,.
| Dates               | Artistes         | Artistes         | Artistes         | Artistes         | Artistes          | Artistes          | Artistes          | Artistes          | Artistes      | Artistes      | Artistes      | Artistes      | Artistes          | Artistes          | Artistes          | Artistes          | Artistes  | Artistes  | Artistes  | Artistes  |
| ------------------- | ---------------- | ---------------- | ---------------- | ---------------- | ----------------- | ----------------- | ----------------- | ----------------- | ------------- | ------------- | ------------- | ------------- | ----------------- | ----------------- | ----------------- | ----------------- | --------- | --------- | --------- | --------- |
| Vendredi 15 juillet | Johnny Hallyday  | Johnny Hallyday  | Johnny Hallyday  | Johnny Hallyday  | Johnny Hallyday   | L.E.J             | L.E.J             | L.E.J             | L.E.J         | L.E.J         | Maître Gims   | Maître Gims   | Maître Gims       | Maître Gims       | Maître Gims       | Shakra            | Shakra    | Shakra    | Shakra    | Shakra    |
| Samedi 16 juillet   | Francis Cabrel   | Francis Cabrel   | Francis Cabrel   | Francis Cabrel   | Black M           | Black M           | Black M           | Black M           | Lilian Renaud | Lilian Renaud | Lilian Renaud | Lilian Renaud | The Two           | The Two           | The Two           | The Two           | UB40      | UB40      | UB40      | UB40      |
| Dimanche 17 juillet | Michel Polnareff | Michel Polnareff | Michel Polnareff | Michel Polnareff | Alice on the Roof | Alice on the Roof | Alice on the Roof | Alice on the Roof | Fills Monkey  | Fills Monkey  | Fills Monkey  | Fills Monkey  | Kendji Girac      | Kendji Girac      | Kendji Girac      | Kendji Girac      | Macao     | Macao     | Macao     | Macao     |
| Lundi 18 juillet    | Indochine        | Indochine        | Indochine        | Indochine        | Damian Lynn       | Damian Lynn       | Damian Lynn       | Damian Lynn       | Editors       | Editors       | Editors       | Editors       | Pony Pony Run Run | Pony Pony Run Run | Pony Pony Run Run | Pony Pony Run Run | Selah Sue | Selah Sue | Selah Sue | Selah Sue |

### Édition 2017 (4e)
Le festival se tient du 12 au 16 juillet 2017 sur la plaine de Tourbillon,,,.
| Dates               | Artistes     | Artistes     | Artistes     | Artistes         | Artistes                       | Artistes                       | Artistes                       | Artistes                       | Artistes       | Artistes     | Artistes     | Artistes     |
| ------------------- | ------------ | ------------ | ------------ | ---------------- | ------------------------------ | ------------------------------ | ------------------------------ | ------------------------------ | -------------- | ------------ | ------------ | ------------ |
| Mercredi 12 juillet | Sting        | Sting        | Sting        | Michel Sardou    | Michel Sardou                  | Michel Sardou                  | Slimane                        | Slimane                        | Slimane        | Aliose       | Aliose       | Aliose       |
| Jeudi 13 juillet    | Kids United  | Kids United  | Kids United  | Kids United      | La troupe du Jamel Comedy Club | La troupe du Jamel Comedy Club | La troupe du Jamel Comedy Club | La troupe du Jamel Comedy Club | Stars 80       | Stars 80     | Stars 80     | Stars 80     |
| Vendredi 14 juillet | Zucchero     | Zucchero     | Zucchero     | Véronique Sanson | Véronique Sanson               | Véronique Sanson               | David Hallyday                 | David Hallyday                 | David Hallyday | Pat Burgener | Pat Burgener | Pat Burgener |
| Samedi 15 juillet   | Les Insus    | Les Insus    | Les Insus    | Roger Hodgson    | Roger Hodgson                  | Roger Hodgson                  | Soprano                        | Soprano                        | Soprano        | Sianna       | Sianna       | Sianna       |
| Dimanche 16 juillet | David Guetta | David Guetta | David Guetta | Christophe Maé   | Christophe Maé                 | Christophe Maé                 | MHD                            | MHD                            | MHD            | Zaho         | Zaho         | Zaho         |

### Édition 2018 (5e)
Le festival se tient du 11 au 15 juillet 2018 sur la plaine de Tourbillon,,,.
| Dates               | Artistes      | Artistes      | Artistes      | Artistes      | Artistes      | Artistes          | Artistes          | Artistes          | Artistes          | Artistes          | Artistes       | Artistes       | Artistes       | Artistes       | Artistes       | Artistes      | Artistes                            | Artistes                            | Artistes                            | Artistes                            |
| ------------------- | ------------- | ------------- | ------------- | ------------- | ------------- | ----------------- | ----------------- | ----------------- | ----------------- | ----------------- | -------------- | -------------- | -------------- | -------------- | -------------- | ------------- | ----------------------------------- | ----------------------------------- | ----------------------------------- | ----------------------------------- |
| Mercredi 11 juillet | Hyphen Hyphen | Hyphen Hyphen | Hyphen Hyphen | Hyphen Hyphen | Hyphen Hyphen | Amir              | Amir              | Amir              | Amir              | Amir              | Liam Gallagher | Liam Gallagher | Liam Gallagher | Liam Gallagher | Liam Gallagher | Martin Garrix | Martin Garrix                       | Martin Garrix                       | Martin Garrix                       | Martin Garrix                       |
| Jeudi 12 juillet    | BB Brunes     | BB Brunes     | BB Brunes     | BB Brunes     | BB Brunes     | Marina Kaye       | Marina Kaye       | Marina Kaye       | Marina Kaye       | Marina Kaye       | Secteur Ä      | Secteur Ä      | Secteur Ä      | Secteur Ä      | Secteur Ä      | IAM           | IAM                                 | IAM                                 | IAM                                 | IAM                                 |
| Vendredi 13 juillet | Fraissinet    | Fraissinet    | Fraissinet    | Fraissinet    | Fraissinet    | Christophe Willem | Christophe Willem | Christophe Willem | Christophe Willem | Christophe Willem | Julien Clerc   | Julien Clerc   | Julien Clerc   | Julien Clerc   | Julien Clerc   | Placebo       | Placebo                             | Placebo                             | Placebo                             | Placebo                             |
| Samedi 14 juillet   | Keen'V        | Keen'V        | Keen'V        | Keen'V        | Keen'V        | Keziah Jones      | Keziah Jones      | Keziah Jones      | Keziah Jones      | Keziah Jones      | The Cat Empire | The Cat Empire | The Cat Empire | The Cat Empire | The Cat Empire | Calogero      | Calogero                            | Calogero                            | Calogero                            | Calogero                            |
| Dimanche 15 juillet | Niska         | Niska         | Niska         | Niska         | Kalash        | Kalash            | Kalash            | Kalash            | Dadju             | Dadju             | Dadju          | Dadju          | Simple Minds   | Simple Minds   | Simple Minds   | Simple Minds  | Steven Tyler & the Loving Mary Band | Steven Tyler & the Loving Mary Band | Steven Tyler & the Loving Mary Band | Steven Tyler & the Loving Mary Band |

### Édition 2019 (6e)
Le festival se tient du 11 au 14 juillet 2019 sur la plaine de Tourbillon,,,.
| Jeudi 11 juillet    | Gavin James                 | Les Négresses vertes            | Kendji Girac         | Soprano        |
| Vendredi 12 juillet | Stevans                     | Jean-Baptiste Guégan            | Zaz                  | Patrick Bruel  |
| Samedi 13 juillet   | Pretty Maids                | Krokus                          | Status Quo           | Gotthard       |
| Dimanche 14 juillet | Camille et Julie Berthollet | Kids United Nouvelle Génération | Stars 80 et Triomphe | Martin Solveig |

### Édition 2020 (annulée)
La septième édition de Sion sous les étoiles devait avoir lieu entre le mercredi 8 et le samedi 11 juillet 2020. Elle est finalement annulée à cause de la pandémie de Covid-19 en Suisse.

### Édition 2021 (annulée)
L'édition 2021 est également annulée suite aux décisions du Conseil fédéral concernant la pandémie de Covid-19 en Suisse.

### Édition 2022 (7e)
Le festival se tient du 13 au 16 juillet 2022 sur la plaine de Tourbillon,,,,.
| Mercredi 13 juillet | Deep Purple     | Uriah Heep     | Brit Floyd   | Gotus       |
| Jeudi 14 juillet    | Julien Doré     | Francis Cabrel | Garou        | Tibz        |
| Vendredi 15 juillet | Christophe Maé  | Vianney        | Gjon's Tears | Goldmen     |
| Samedi 16 juillet   | Sexion d'assaut | Kendji Girac   | Suzane       | The Rabeats |

### Édition 2023 (8e)
Le festival se tient du 12 au 16 juillet 2023 sur la plaine de Tourbillon,,,.
| Mercredi 12 juillet | Matt Pokora  | Matt Pokora  | Matt Pokora  | Bigflo et Oli | Bigflo et Oli | Bigflo et Oli | Joss Stone      | Joss Stone      | Joss Stone      | Nik West        | Nik West        | Nik West        |
| Jeudi 13 juillet    | Soprano      | Soprano      | Soprano      | Mika          | Mika          | Mika          | Louis Bertignac | Louis Bertignac | Louis Bertignac | Wintershome     | Wintershome     | Wintershome     |
| Vendredi 14 juillet | -M-          | -M-          | -M-          | Florent Pagny | Florent Pagny | Florent Pagny | Dave Evans      | Dave Evans      | Dave Evans      | Veronica Fusaro | Veronica Fusaro | Veronica Fusaro |
| Samedi 15 juillet   | Gims & Dadju | Gims & Dadju | Gims & Dadju | Tayc          | Tayc          | Tayc          | Hatik           | Hatik           | Hatik           | Franglish       | Franglish       | Franglish       |
| Dimanche 16 juillet | Stars 80     | Stars 80     | Stars 80     | Stars 80      | Umberto Tozzi | Umberto Tozzi | Umberto Tozzi   | Umberto Tozzi   | Yann Lambiel    | Yann Lambiel    | Yann Lambiel    | Yann Lambiel    |

### Édition 2024 (9e)
Le festival se tient du 16 au 20 juillet 2024 sur la plaine de Tourbillon,,,,.
| Mardi 16 juillet    | ZZ Top        | Johnny Symphonique Tour | Storace        | Silver Dust     |
| Mercredi 17 juillet | Pascal Obispo | Grand Corps Malade      | The Libertines | Pierre de Maere |
| Jeudi 18 juillet    | Toto          | Chris Isaak             | Royal Republic | Queen Machine   |
| Vendredi 19 juillet | Calogero      | Claudio Capéo           | MC Solaar      | Nuit Incolore   |
| Samedi 20 juillet   | Ninho         | SCH                     | Koba LaD       | Leto            |

### Édition 2025 (10e)
Le festival se tient du 15 au 19 juillet 2025 sur la plaine de Tourbillon,,,,.
| Dates               | Artistes       | Artistes       | Artistes       | Artistes       | Artistes       | Artistes         | Artistes         | Artistes         | Artistes         | Artistes         | Artistes       | Artistes       | Artistes       | Artistes       | Artistes       | Artistes    | Artistes    | Artistes    | Artistes    | Artistes    |
| ------------------- | -------------- | -------------- | -------------- | -------------- | -------------- | ---------------- | ---------------- | ---------------- | ---------------- | ---------------- | -------------- | -------------- | -------------- | -------------- | -------------- | ----------- | ----------- | ----------- | ----------- | ----------- |
| Mardi 15 juillet    | The Beach Boys | The Beach Boys | The Beach Boys | The Beach Boys | The Beach Boys | Michel Polnareff | Michel Polnareff | Michel Polnareff | Michel Polnareff | Michel Polnareff | Tower of Power | Tower of Power | Tower of Power | Tower of Power | Tower of Power | Pegasus     | Pegasus     | Pegasus     | Pegasus     | Pegasus     |
| Mercredi 16 juillet | Gims           | Gims           | Gims           | Gims           | Gims           | Santa            | Santa            | Santa            | Santa            | Santa            | Calema         | Calema         | Calema         | Calema         | Calema         | Aime Simone | Aime Simone | Aime Simone | Aime Simone | Aime Simone |
| Jeudi 17 juillet    | Judas Priest   | Judas Priest   | Judas Priest   | Judas Priest   | Judas Priest   | Alice Cooper     | Alice Cooper     | Alice Cooper     | Alice Cooper     | Alice Cooper     | Coreleoni      | Coreleoni      | Coreleoni      | Coreleoni      | Coreleoni      | Eastwood    | Eastwood    | Eastwood    | Eastwood    | Eastwood    |
| Vendredi 18 juillet | Soprano        | Soprano        | Soprano        | Soprano        | Soprano        | Lamomali         | Lamomali         | Lamomali         | Lamomali         | Lamomali         | Helena         | Helena         | Helena         | Helena         | Helena         | Stephane    | Stephane    | Stephane    | Stephane    | Stephane    |
| Samedi 19 juillet   | Kaaris         | Kaaris         | Kaaris         | Kaaris         | Tiakola        | Tiakola          | Tiakola          | Tiakola          | Fonky Family     | Fonky Family     | Fonky Family   | Fonky Family   | La Fouine      | La Fouine      | La Fouine      | La Fouine   | Slimka      | Slimka      | Slimka      | Slimka      |